# Calmont (Haute-Garonne)
Calmont település Franciaországban, Haute-Garonne megyében. Lakosainak száma 2442 fő (2022. január 1.). Calmont Mazères, Saverdun, Aignes, Cintegabelle, Gibel és Montgeard községekkel határos.

## Népesség
A település népességének változása:
| Lakosok száma | 1189 | 1451 | 1552 | 1953 | 2316 | 2388 | 2371 | 2371 | 2371 | 2442 |
|               | 1968 | 1982 | 1990 | 2006 | 2013 | 2015 | 2017 | 2019 | 2020 | 2022 |